# Кускатансинго
Кускатансинго (шп. Cuscatancingo) је град у Салвадору у департману Сан Салвадор. Према процени из 2007. у граду је живело 66.400 становника.